# Carlos Anwandter
Carlos (Karl) Anwandter Fick (Luckenwalde, Prusia, 8 de abril de 1801-Valdivia, Chile, 10 de julio de 1889) fue un colono y empresario alemán nacionalizado chileno.

## Biografía
Trabajó como aprendiz en una farmacia y después ingresó a la Universidad de Berlín, donde obtuvo el título de farmacéutico de primera clase en 1825. 
Se mudó a Calau, donde fue elegido diputado de la Dieta en 1847 y de la Asamblea Provincial al año siguiente, así como alcalde de la ciudad. Participó en la Revolución de 1848 en Alemania; esto, unido a sus principios liberales y republicanos opuestos al absolutismo prusiano, lo llevaron a emigrar.
Viajó a Chile y se instaló en la zona de Valdivia, en la ciudad de Corral, adonde llegó en 1850 a bordo del velero Hermann. Allí se destacó como líder del primer contingente de colonos enviados por Bernardo Phillipi.

Seremos chilenos honrados y laboriosos como el que más lo fuere, defenderemos a nuestro país adoptivo uniéndonos a las filas de nuestros nuevos compatriotas, contra toda opresión extranjera y con la decisión y firmeza del hombre que defiende a su patria, a su familia y a sus intereses. Nunca tendrá el país que nos adopta por hijos, motivos de arrepentirse de su proceder ilustrado, humano y generoso...
Carlos Anwandter, inmigrante alemán, 18 de noviembre de 1851

Creó la Cervecería Anwandter en la isla Teja en Valdivia en 1851, que dos décadas después ya ocupaba a más de 50 obreros y producía 700 000 litros de cerveza al año; trabajó también como boticario. Entre otras cosas, fundó en la ciudad la Primera Compañía de Bomberos "Germania" el 1 de marzo de 1852, el Club Alemán en 1853, el club de musical de canto, una biblioteca, un cementerio, y el Colegio Alemán mixto en 1858, del cual fue uno de los primeros profesores y director, y que hoy lleva su nombre (Instituto Alemán Carlos Anwandter). En su honor, la Cuarta Compañía de Bomberos de Valdivia lleva su nombre. 
En 1916 la familia Anwandter accede a vender su empresa cervecera a la CCU, que logra mantener funcionando la fábrica hasta 1960, año en que el terremoto destruye gran parte de las instalaciones.

## Descendientes
- Ricardo Anwandter von Solis-Soglio
- Paul Anwandter
- Álex Anwandter
- Joaquín Holzapfel Anwandter
- Consuelo Holzapfel
- Cristóbal Holzapfel
- Damián Bodenhöfer
- Maira Bodenhöfer